# FUN★TASTIC
『FUN★TASTIC』（ファンタスティック）は、ZIP-FMで放送されていたラジオ番組である。2013年4月7日放送開始、2016年3月27日放送終了。

## 概要
2013年3月まで同局で放送されていた「EX-BEAT」の後継として、2013年4月から放送されている洋楽専門の番組である。そのため「EX-BEAT」を担当していた矢口清治が、引き続き本番組のパーソナリティを務めている。

## 出演者
- 矢口清治

## 放送時間
- 毎週日曜 21:00 - 23:00（JST）

### 過去の放送時間
- 毎週日曜 21:00 - 24:00（JST）
  - 「SPOT MUSIC」の開始に伴い1時間短縮（2014年4月から2015年3月まで放送）。2015年4月から2016年3月までアーティストプログラムを放送。

## タイムテーブル
| 時間  | コーナー                    |
| ----- | --------------------------- |
| 21:00 | HOT TRUCKS & YOUR CHOICES   |
| 21:20 | FUN★TASTIC SELECTION PART 1 |
| 21:40 | NEW TRENDS                  |
| 22:00 | ASK THE MASTER              |
| 22:15 | FUN★TASTIC SELECTION PART 2 |
| 22:30 | FUN★TASTIC SELECTION PART 3 |
| 22:45 | YOUR CHOICES                |
| 22:55 | FINAL PART                  |

## 主なコーナー
- FUN★TASTIC SELECTION PART 1,2
番組の柱となる、洋楽の新譜紹介コーナー。毎週2枚ピックアップし、パート1と2で紹介する。基本的には新譜を特集するが、旧譜の再発盤を採り上げる事もある。

- FUN★TASTIC SELECTION PART 3
週代わりで様々な企画を放送するコーナー。
  - Kira Kira Pop Collection
洋楽アイドルの最新ニュースやゴシップなどを紹介する。
  - Club Fantastic
1970年代のディスコ音楽から最新のEDMサウンドまで毎回テーマを決め、ノンストップ・ミックスを送る。
  - SOUND OF VISIONS
新旧の洋画主題歌や挿入歌など映画音楽をリスナーからリクエストを募り、放送する
  - MUSIC LEGENDS
不定期の洋楽ベテラン・アーティストを特集する。過去にボストンやシカゴを採り上げた。

この他不定期企画がある。
- NEW TRENDS
毎週、アメリカとイギリスのシングル・アルバム最新チャートを紹介する。
- ASK THE MASTER
架空の音楽喫茶「CAFE FUNTASTIC」を舞台に矢口扮するマスターがリスナーからの疑問・質問に答えるコーナー。

不定期にこれらのコーナーを休止させ、リスナーからのリクエストのみで構成する回もあった。